# SV DOSKO in het seizoen 1956/57
Het seizoen 1956/1957 was het tweede jaar in het bestaan van de Bergen op Zoomse betaaldvoetbalclub DOSKO. De club kwam uit in de Tweede divisie B en eindigde daarin op de 12e plaats. Tevens deed de club mee aan het toernooi om de KNVB beker, hierin werd in de tweede ronde verloren van NAC (2–3).

## Wedstrijdstatistieken

### Tweede divisie B
|       | Baronie | DHC   | 't Gooi | Hilversum | LONGA | N.E.C. | ONA   | RBC   | TOP   | UVS   | De Valk | Wilhelmina | Zeist | ZFC   |
| ----- | ------- | ----- | ------- | --------- | ----- | ------ | ----- | ----- | ----- | ----- | ------- | ---------- | ----- | ----- |
| Thuis | 3 – 0   | 3 – 3 | 0 – 5   | 1 – 1     | 1 – 3 | 0 – 4  | 5 – 2 | 1 – 4 | 4 – 1 | 5 – 3 | 3 – 2   | 1 – 2      | 4 – 3 | 0 – 2 |
| Uit   | 4 – 2   | 1 – 1 | 2 – 2   | 1 – 1     | 1 – 0 | 8 – 0  | 2 – 3 | 2 – 2 | 2 – 3 | 5 – 0 | 2 – 0   | 0 – 0      | 2 – 2 | 3 – 0 |

### KNVB beker
| 1e ronde                                              | VES '35                 | 2 – 2 (2 – 0) | DOSKO                                   |
| 19 augustus 1956 Plaats: Oudenbosch Sportpark VES '35 | Jan de Wild Wim de Veth |               | Onbekend                                |
| 2e ronde                                              | DOSKO                   | 2 – 3         | NAC                                     |
| 16 september 1956 Plaats: Bergen op Zoom Rozenoord    | Onbekend                |               | Jan van Hoogenhuizen –', –' Leo Canjels |

## Statistieken DOSKO 1956/1957

### Eindstand DOSKO in de Nederlandse Tweede divisie B 1956 / 1957
| Stand | Gespeeld | Gewonnen | Gelijk | Verloren | Punten | Doelpunten voor | Doelpunten tegen |
| ----- | -------- | -------- | ------ | -------- | ------ | --------------- | ---------------- |
| 12e   | 28       | 8        | 8      | 12       | 24     | 47              | 70               |

### Topscorers
| #              | Naam                         | Goal |
| -------------- | ---------------------------- | ---- |
| 1.             | Frits de Kok                 | 10   |
| 2.             | Jan van de Watering          | 6    |
| 3.             | Rinus Bennaars               | 5    |
| 3.             | Wim Bennaars                 | 5    |
| 3.             | Christ Machielsen            | 5    |
| 6.             | Cor Machielsen               | 4    |
| 7.             | Jan Schuurbiers              | 3    |
| 8.             | Machielsen                   | 2    |
| 9.             | Bennaars                     | 1    |
| Eigen doelpunt |                              |      |
| –              | Karel van Garrel (Hilversum) | 1    |
| Totaal         | Totaal                       | 47   |

| #                    | Naam                 | Goal                 |
| Onbekende doelpunten | Onbekende doelpunten | Onbekende doelpunten |
| -------------------- | -------------------- | -------------------- |
| –                    | Tegen VES '35        | 2                    |
| –                    | Tegen NAC            | 2                    |
| Totaal               | Totaal               | 4                    |